# Équipe de Hongrie féminine de football
Cet article traite de l'équipe féminine. Pour l'équipe masculine, voir Équipe de Hongrie de football.
Maillots
L'équipe de Hongrie féminine de football est une sélection des meilleures joueuses hongroises sous l'égide de la Fédération de Hongrie de football.
La sélection n'a jamais participé à une phase finale d'une compétition officielle internationale.

## Classement FIFA
| Année              | 2003 | 2004 | 2005 | 2006 | 2007 | 2008 | 2009 | 2010 | 2011 | 2012 | 2013 | 2014 | 2015 | 2016 | 2017 | 2018 | 2019 | 2020 | 2021 | 2022 | 2023 |
| ------------------ | ---- | ---- | ---- | ---- | ---- | ---- | ---- | ---- | ---- | ---- | ---- | ---- | ---- | ---- | ---- | ---- | ---- | ---- | ---- | ---- | ---- |
| Classement mondial | 26   | 27   | 35   | 36   | 35   | 39   | 34   | 31   | 34   | 37   | 37   | 39   | 42   | 40   | 43   | 43   | 45   | 43   | 43   | 42   | 41   |